# Johan Galster
Johan Georg Castonier Galster (9. april 1910 i Thisted – 10. juni 1997) var en dansk billedhugger.
Efter at være uddannet som stenhugger gik han nogle år på Kunstakademiet og er bl.a. kendt for skulpturen Roar og Helge på Stændertorvet i Roskilde (gipsmodel 1933; opstillet i 1939 og siden bronzeforgyldt). Galster fremstillede talrige portrætbuster og medvirkede 1972-94 ved restaureringen af dekorationerne til Marmorbroen og dens to portaler ved Christiansborg Slot.

## Hæder
- Glashandler Johan Franz Ronges Fond 1933, 1939
- Carl Jul. Petersens Legat 1934
- Den Hielmstierne-Rosencroneske Stiftelse 1937, 1950
- Akademiets stipendium 1940, 1942, 1944-45, 1951, 1969
- De Bielkeske Legater 1941
- Dalsgaards Legat 1943
- Den lille guldmedalje 1944
- Viggo Jarls Legat 1963
- Det anckerske Legat 1966
- Statens Kunstfond 1968-71, 1981-93
- August og Theodora Hassels Familie- og Kunstnerlegat 1986
- Prof. Julius Schultz' Legat 1989
- Ridder af Dannebrog